# 29. marec
29. marec je 88. dan leta (89. v prestopnih letih) v gregorijanskem koledarju. Ostaja še 277 dni.

## Dogodki
- 1461 – bitka pri Towtonu v okviru vojne rož
- 1942 – na Kremenjaku ustanovljena 1. štajerska partizanska brigada
- 1944 – Rdeča armada prodre čez Prut
- 1945:
  - ameriška vojska zavzame Frankfurt am Main in Mannheim
  - Rdeča armada prodre v Avstrijo
- 1951 – v ZDA se prične sojenje Ethel in Juliusu Rosenbergu
- 1967 – Francija sporoči, da je izdelala podmornico na jedrski pogon
- 1973 – zadnji ameriški vojaki zapustijo Vietnam
- 1990 – z zakonom je bila razglašena slovenska himna Zdravljica
- 2002 – premiera filma Šelestenje
- 2004 – Bolgarija, Estonija, Latvija, Litva, Romunija, Slovaška in Slovenija postanejo članice zveze NATO

## Rojstva
- 1123 – cesar Shizong, dinastija Jin († 1189)
- 1187 – Artur I., bretonski vojvoda († 1203)
- 1561 – Santorio Santorio, italijanski zdravnik († 1636)
- 1735 – Johann Karl August Musäus, nemški pisatelj († 1787)
- 1746 – Carlo Maria Buonaparte, korziški pravnik, politik, Napoleonov oče († 1785)
- 1769 – Nicolas Soult, maršal Francije († 1851)
- 1773 – Franc de Paula Hladnik, slovenski botanik († 1844)
- 1815 – Costache Caragiale, romunski gledališki igralec († 1877)
- 1869 – Aleš Hrdlička, češko-ameriški antropolog († 1943)
- 1873 – Tullio Levi-Civita, italijanski matematik († 1941)
- 1874 – Rudolf Maister, slovenski pesnik, general, borec za severno mejo († 1934)
- 1890 – sir Harold Spencer Jones, angleški astronom († 1960)
- 1899 – Lavrentij Pavlovič Berija, gruzinski (sovjetski) politik († 1953)
- 1912 – Hanna Reitsch, nemška poskusna pilotka († 1979)

## Smrti
- 1075 – Ottokar I., štajerski mejni grof
- 1171 – Akard od Svetega Viktorja, francoski opat, teolog (* 1100)
- 1368 – cesar Go-Murakami, 97. japonski cesar (* 1328)
- 1772 – Emanuel Swedenborg, švedski znanstvenik, filozof, teozof (* 1688)
- 1792 – Gustav III., kralj Švedske (* 1746)
- 1794 – markiz Marie-Jean-Antoine-Nicolas Caritat de Condorcet, francoski matematik, filozof, politik (* 1743)
- 1800 – Marc-René de Montalembert, francoski general, vojaški inženir (* 1714)
- 1814 – Claude Michel - Clodion, francoski kipar (* 1738)
- 1826 – Johann Heinrich Voß, nemški pesnik (* 1751)
- 1848 – John Jacob Astor, nemško-ameriški podjetnik (* 1763)
- 1908 – Viljem Polak, slovenski poslovnež in mecen (* 1843)
- 1912 – Robert Falcon Scott, angleški polarni raziskovalec (* 1868)
- 1917 – Franc Gerbič, slovenski skladatelj, operni pevec (* 1840)
- 1937 – Karol Maciej Szymanowski, poljski skladatelj (* 1882)
- 1944 – Ivo Grahor, slovenski pesnik, pisatelj, kritik (* 1902)
- 1969 – Vladimir Kralj, slovenski pisatelj, gledališki kritik (* 1901)
- 1982 – Carl Orff, nemški skladatelj (* 1895)
- 2009 – Maurice Jarre, francoski skladatelj in dirigent (* 1924)
- 2016 – Janez Zupet, slovenski duhovnik, biblicist in prevajalec (* 1944)
- 2020 – Krzysztof Eugeniusz Penderecki, poljski skladatelj, dirigent in akademik (* 1933)
- 2025 – Richard Chamberlain, ameriški igralec in pevec (* 1934)